# Bataille d'Älgarås
La Bataille d' Älgarås intervient dans le domaine royal d' « Älgarås » situé dans la partie septentrionale du Västergötland le 14 novembre 1205 entre la maison de Sverker et la maison d'Erik qui combattent pour le contrôle du royaume de Suède

## Circonstances
Erik Knutsson et ses trois, frères nommés dans les chroniques postérieures, Jon, Joar et Knut se trouvent sur place lorsqu'ils sont attaqués par les hommes de la maison de Sverker. Trois des frères sont tués mais Erik parvient à s'échapper et à se réfugier à l'étranger en Norvège. Le domaine est brûlé et ensuite complètement abandonné et on ne sait pas depuis où il se trouvait exactement. Une tradition orale indique cependant qu'il était à « 2 000 pas à partir de l'église d'Älgarås dans la direction d'où le soleil se lève en septembre ».

## Conséquences
Bien que la maison d'Erik ait subi de lourdes pertes dans cette affaire, en 1208, Erik Knutsson revenu de son exil devient roi de Suède après avoir infligé une défaite à Sverker le Jeune lors de la bataille de Lena. Le roi Sverker II est ensuite une nouvelle fois vaincu et tué par lui lors de la bataille de Gestilren en 1210.